# Hermann Vischer der Ältere
Hermann Vischer der Ältere († Januar 1488 in Nürnberg) war ein deutscher Bildhauer. Er stammte aus der Künstlerfamilie Vischer.
Mit der Gründung einer Gießhütte 1453 legte Herrmann Vischer als Bürger von Nürnberg den Grundstock für ein künstlerisches Schaffen, welches in der Familie über drei Generationen fortgesetzt wurde und bedeutende Kunstwerke hervorbrachte.
Er goss 1471 die Grabplatte des Bamberger Fürstbischofs Georg I. von Schaumberg und 1471 die des Würzburger Bischofs Sigismund von Sachsen.
Er wurde am 13. Januar 1488 begraben.
Vischer hatte aus zwei Ehen insgesamt sechs Kinder, darunter Peter Vischer der Ältere.